# Centromer
En centromer er et område på et kromosom, som indeholder en speciel struktur og sekvens. Dette område er indsnævringen på midten af et kromosom, noget som gør, at centromerene spiller en vigtig rolle i celledeling. Fejl ved funktionen til centromererne kan forårsage kromosomfejl som trisomi. 
| Biologi | Spire Denne artikel om biologi er en spire som bør udbygges. Du er velkommen til at hjælpe Wikipedia ved at udvide den. |